# Peugeot 504
O Peugeot 504 é um modelo de porte médio-grande e tração traseira da Peugeot, produzido na Europa entre 1968 e 1983.

## 1968: Introdução
O Peugeot 504 fez a sua estreia pública em 12 de setembro de 1968 no Paris Motor Show. O lançamento de imprensa que tinha sido programado para junho de 1968 foi no último minuto, adiada por três meses, e a produção teve um início bastante atrasado por causa do rompimento político e industrial, que explodiu no país em maio de 1968.
O 504 Sedan foi equipado com teto solar, introduzida com um 1796 cc com a injeção de combustível opcional. Tinha transmissão manual de de quatro velocidades de série, e a automática de 3 velocidades ZF 3HP22 como opcional.

## 1969
O 504 foi o Carro Europeu do Ano em 1969, elogiado por seu estilo, qualidade, chassis, a visibilidade, motor forte e requinte.
O 504 Coupé e Cabriolet de duas portas foi apresentado no Salão de Genebra, em Março de 1969. O motor era para ser o mesmo de produção com injeção de combustível do Sedan, mas a relação final foi ligeiramente revisto para dar uma velocidade ligeiramente maior a 1.000 rpm.
Modelos disponíveis:
- 504 Sedan (4 Portas)
- 504 Sedan Injection (4 Portas)
- 504 Coupé (2 Portas)
- 504 Cabriolet (2 Portas)

## 1970
O 504 recebeu um novo motor de quatro cilindros com 1971 cc, avaliado em 93 cv (carburados) e 104 cv (injeção de combustível), e um de quatro cilindros diesel 2112 cc. O motor de 1796 cc ainda disponíveis.
Em setembro de 1970 uma Station Wagon foi adicionada a gama, com um eixo traseiro sólido com quatro molas e também um banco extra para 2 pessoas (versão Familiare) voltado para frente, ou seja, todas as 3 fileiras de ocupantes olhavam para frente.

### Modelos
- 504 Sedan de 4 Portas
- 504 Wagon de 5 Portas
- 504 Sedan Injection de 4 Portas
- 504 Sedan Diesel de 4 portas
- 504 Injection Coupé
- 504 Injection Cabriolet de 2 Portas

## 1973
Em abril de 1973, a Peugeot apresentou o 504 L, devido à crise do petróleo. Ele apresentava um motor 1796 cc avaliado em 96 cv (81 cv para o automático).
Em outubro de 1976, no Paris Motor Show de 1976, a gama de motores foi alargada com a introdução de um motor a diesel.
Em 1980, o Peugeot 504 recebeu a pior pontuação no Crash-Test da NHTSA nos EUA.

## Fim da produção
O Peugeot 504 saiu de produção na Europa em 1983, sendo substituído pelo Peugeot 505 (lançado em 1979), embora que a picape ficasse disponível na Europa até 1993. Os 505 partilhavam peças mecânicas com o 504, além de partilhar também com o Peugeot 604 e o Talbot Tagora.
O 504 também foi produzido no Quénia até 2004 e na Nigéria até 2006, quando parou de fabricar kits de peças do Peugeot 504 na França. O 504 ainda está disponível novo na Nigéria até 2008.
Mais de três milhões 504s foram produzidos na Europa, terminando em 1983. A produção continuou na Nigéria e no Quênia até 2005, quando a Peugeot interrompeu a fabricação de kits de peças. A produção no Quénia foi de 27.000 unidades. O Egito tinha instalações próprias.
O carro foi montado em vários países, sob licença da Peugeot. Na Austrália, foi montado pela arco-rival da Peugeot, Renault, e vendido através da rede de concessionários Renault da Austrália.
O Peugeot 504 também é um dos veículos mais comuns empregados como Taxi na África. Na China, o 504 foi produzido, até recentemente, em forma de Picape Cabine Dupla com quatro portas na plataforma estendida da Station Wagon.
O Peugeot 504 também foi produzido em Argentina até 1999, levemente reestilizados na frente e traseira, como as luzes e para-choques como mudança de design. Os carros também receberam um novo interior em duas ocasiões.
A empresa francesa Dangel também produziu Peugeot 504 Station Wagon e Picape com tração nas quatro rodas (4X4).
Seus motores e suspensão foram usadas em modelos posteriores da Paykan no modelo Iraniano do Hillman Hunter.

## Configuração mecânica
O carro tinha tração traseira, com motores montados longitudinalmente, inclinado para trazer uma linha inferior da tampa para o estilo. Transmissão manual ou automática era oferecida. O sistema de suspensão composta de estrutura MacPherson e molas helicoidais na frente e com braços com molas semi-trailing ou molas helicoidais na traseira. As versões station wagon e picape estavam disponíveis com um eixo livre. O carro usava freios a disco na dianteira e freios á tambor ou disco na parte traseira, dependendo do modelo. A direção foi uma pinhão e cremalheira. Curso da suspensão enorme, e grande força, significava que o 504 foi adaptada às condições da estrada áspera, e o carro mostrou-se extremamente confiável em condições encontradas na África, Ásia, Austrália e assim por diante.
O Peugeot 504 foi amplamente disponível com motores a diesel e uma opção de transmissão automática, que foi uma combinação rara na época. Motores da gama incluíam o Indenor 1948 cc, 2112 cc, e um 2304 cc. O motor Indenor também foi usado no Peugeot 403, Peugeot 404, Peugeot 505, Peugeot 604, Peugeot J7, Peugeot J9, Peugeot P4, Ford Sierra, Ford Granada, Talbot Tagora, Mahindra Jeep, Leyland Daf 400, Cournil 4x4, UMM 4x4, UMM 4x4 Cournil, Scaldia-Volga montados na Bélgica e para a aplicação marinha.
Havia dois motores a gasolina disponíveis na Europa, um 1796 cc e 1971 cc. O último foi também está disponível com injeção de combustível Kugelfischer, que já foi disponível na primeira Peugeot 404. Caixas de velocidade eram o BA7, manual de quatro velocidades ou automática ZF de três velocidades. Mais tarde, a picape na Europa ganhou uma quinta marcha. Mercado de exportação de veículos tiveram variações diferentes disponíveis.
A partir de 1980, uma versão esportiva do 504 estava disponível. Tinha um motor de 1997 cc, com 128 hp. Ele tinha um eixo e suspensão ajustáveis. Muito poucos foram produzidos.

## Galeria

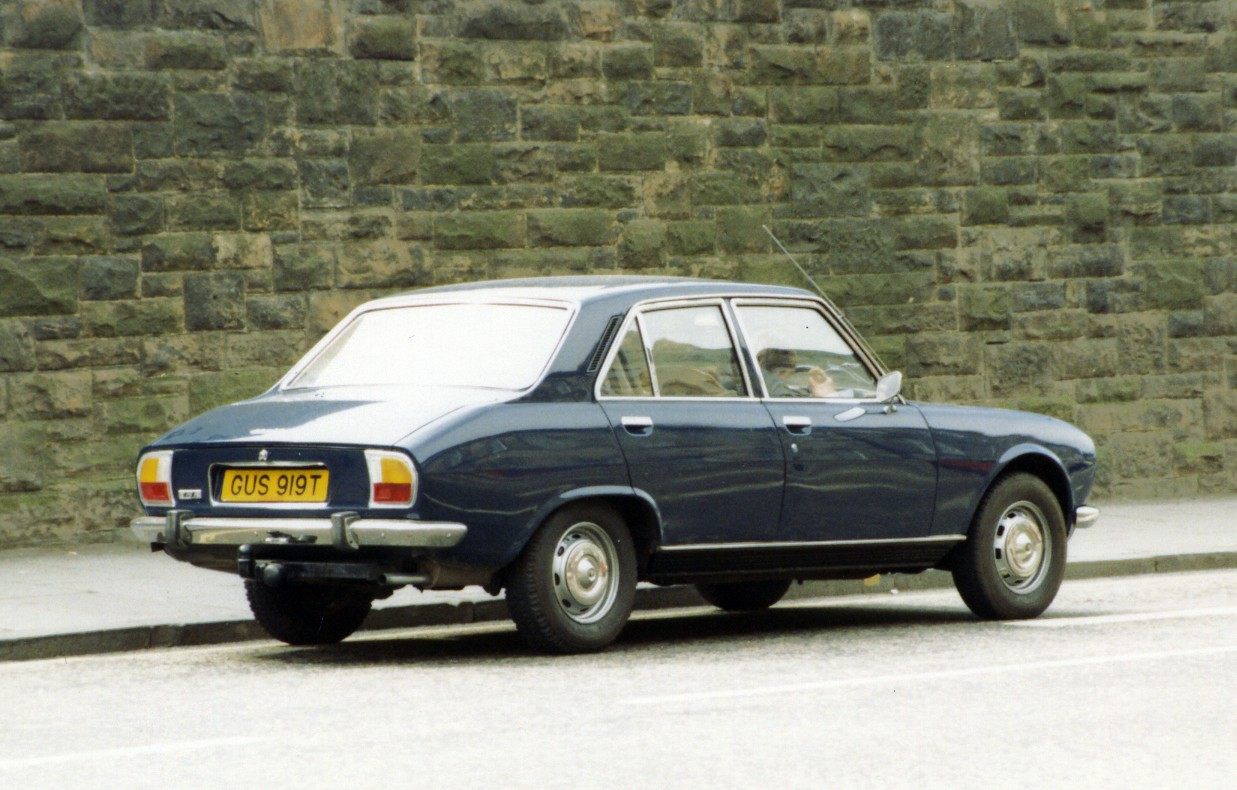
504 Sedan/Saloon
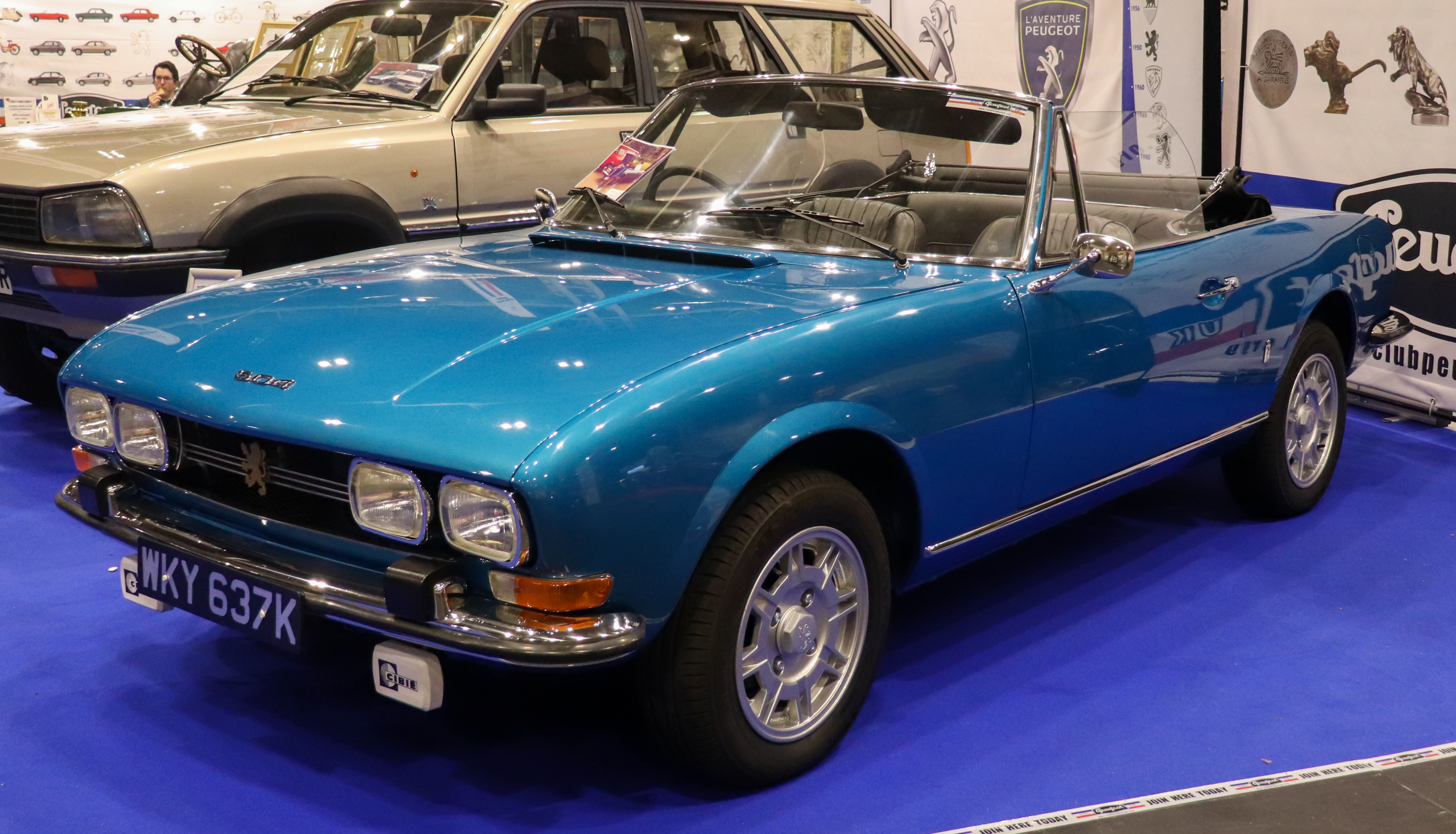
504 Cabriolet (Conversível)
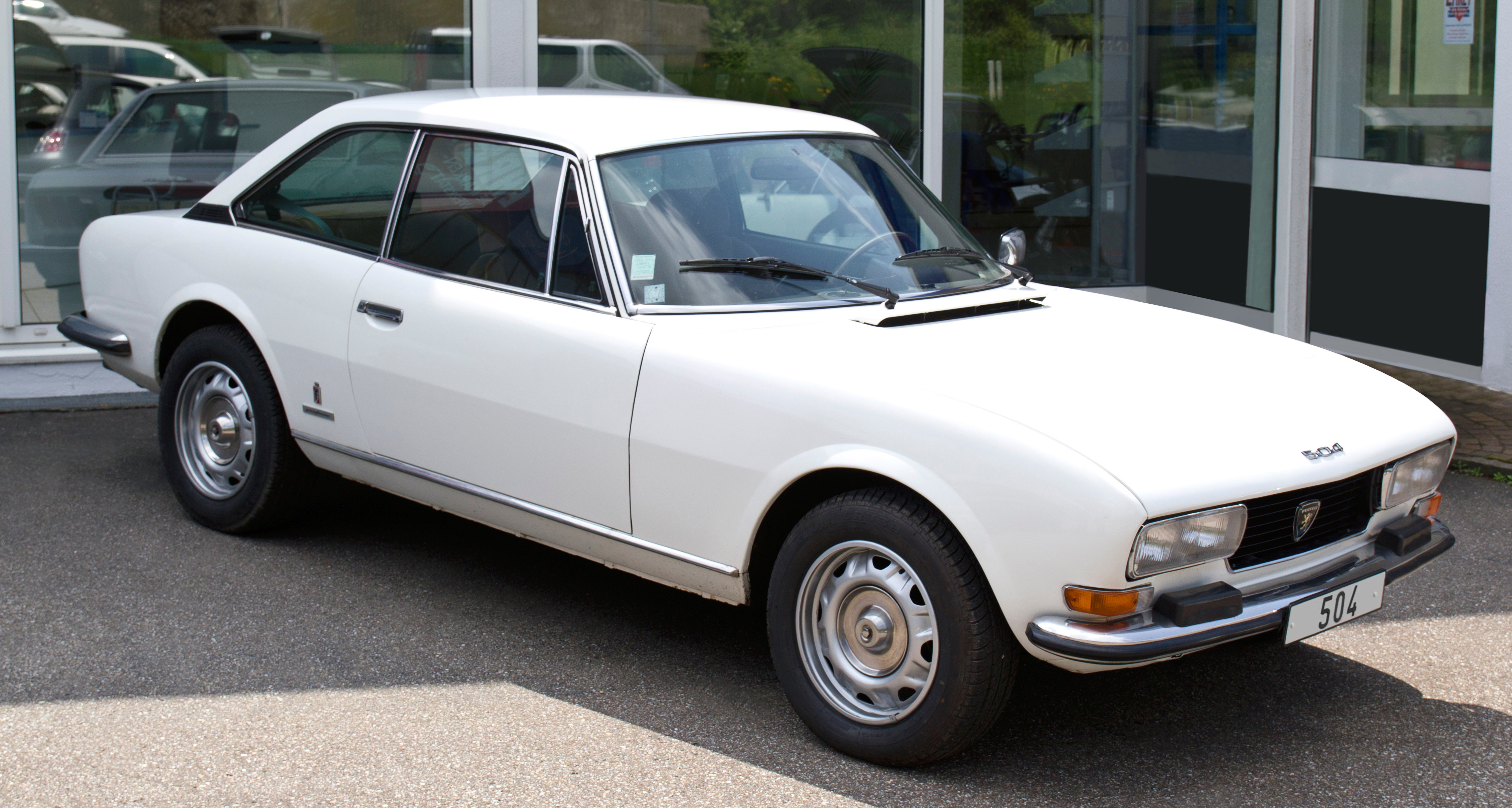
504 Coupé
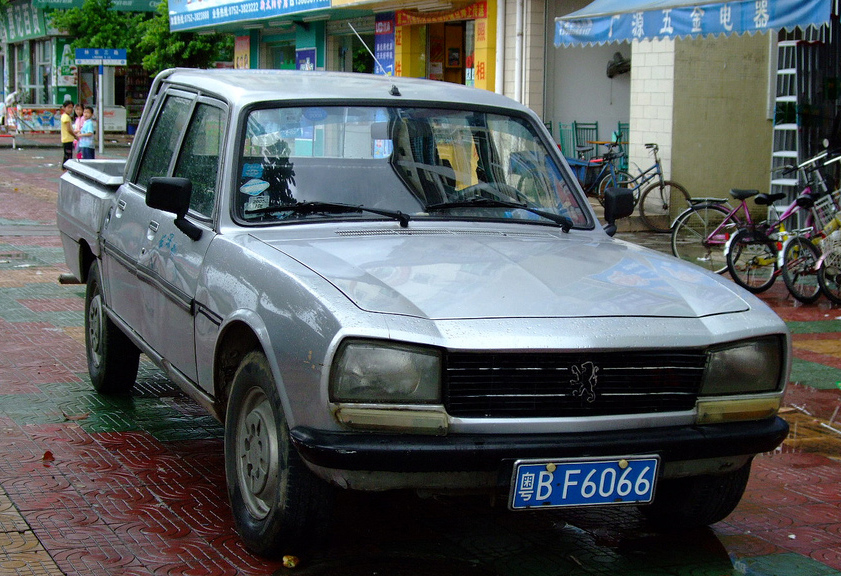
Picape 504 CD (China)